# Thomas Zetzmann
Thomas Zetzmann (* 14. Dezember 1970 in Berlin) ist ein ehemaliger deutscher Fußballspieler, der für Hertha BSC drei Spiele in der 1. Bundesliga bestritt. Seit 2010 ist Zetzmann Physiotherapeut bei Borussia Dortmund.

## Spieler
Thomas Zetzmann spielte in der Jugend unter anderem für Tennis Borussia Berlin und Borussia Dortmund, wo er später auch in der Amateurmannschaft seine ersten Schritte im Herrenbereich tat.
Zur Bundesliga-Saison 1990/91 wechselte Thomas Zetzmann zu Hertha BSC. Dort kam er unter Pál Csernai in der Rückrunde gegen den VfB Stuttgart zu seinem ersten Ligaeinsatz. Zwei weitere Einsätze folgten unter Peter Neururer und Karsten Heine. Doch auch die beiden Trainerwechsel konnten nicht verhindern, dass Hertha als abgeschlagenes Schlusslicht absteigen musste.
Daraufhin wechselte Zetzmann für eine Spielzeit zu Rot-Weiss Essen, bevor er ab 1992 eine Saison für den VfR Sölde auflief.
Ab 1993 spielte Zetzmann fünf Jahre für die SpVgg Erkenschwick. Dann musste er verletzungsbedingt seine Spielerkarriere beenden.

## Physiotherapeut
Nach seiner Spielerkarriere wurde Thomas Zetzmann Physiotherapeut und betreibt mit seinem Zwillingsbruder Christian eine Physiotherapiepraxis in Essen.
Von 1999 bis 2007 arbeitete Zetzmann als Physiotherapeut bei Rot-Weiss Essen. Anschließend übernahm er den Posten als Physiotherapeut in der zweiten Mannschaft von Borussia Dortmund, bevor er zur Saison 2010/11 in gleicher Funktion bei den Profis zu arbeiten begann.